# Albersdorf-Prebuch
Pour les articles homonymes, voir Albersdorf.
Albersdorf-Prebuch est une commune autrichienne du district de Weiz en Styrie.